# Maurice Le Liepvre
Pour les articles homonymes, voir Lelièvre.
Maurice Le Liepvre, né le 12 janvier 1848 à Lille et mort le 12 janvier 1897 à Paris, est un peintre impressionniste et aquarelliste français.

## Biographie

### Famille et vie privée
Maurice Charles Marie Lelièvre est le fils d'Ernest François Lelièvre et d'Élisabeth (Elise) Clotilde Caroline Bernard.
Il est orphelin à l'âge de 8 ans. Après des études à Lille et à Paris, chez les jésuites de la rue de Vaugirard, il se lance dans des études de droit et obtient sa licence en 1869.
Après la guerre de 1870, il s'installe à Paris et s'oriente vers la peinture.
Il épouse Marie Victoire Liégeard en 1878 à Orléans. Ils auront quatre enfants, dont Marie-Thérèse qui épousera en 1898, André Dauchez, peintre, graveur, aquafortiste, dessinateur, illustrateur et photographe français.
À partir de son mariage, il installe son atelier et l'appartement familial 73 rue Notre-Dame-des-Champs à Paris, où il vivra jusqu'à sa mort. William Bouguereau habite de 1868 à sa mort, au fond de l'allée du même ensemble, dans un hôtel particulier qu'il s'est fait construire (adresse : 75 rue Notre-Dame-des-Champs). Jean-Paul Laurens qui formera et conseillera Maurice Le Liepvre, habite également au 73 rue Notre-Dame-des-Champs à partir de 1878.
Maurice Le Liepvre part en voyage de noces à Rome. Il voyage en Algérie. Il fait plusieurs séjours à Toulon chez son ami, Frédéric Montenard, peintre français qui y est installé, et à Yport (Seine-Maritime) chez Jean-Paul Laurens.
Il passe habituellement plusieurs mois de l'année en Touraine, à Langeais, au bord de la Loire, région qui deviendra sa principale source d'inspiration.
Maurice Le Liepvre meurt prématurément le 12 janvier 1897. Il est inhumé au cimetière du Montparnasse, en présence de ses amis peintres William Bouguereau, Jean-Paul Laurens, Henri Harpignies, Alfred Agache, Édouard Dubufe, Frédéric Montenard, Henri Zuber...
En 1888, le patronyme « Lelièvre » est changé en « Le Liepvre », selon l’ancienne orthographe. Les œuvres du peintre sont signées « Lelièvre » jusqu’en 1888 et « Le Liepvre » après cette date.

### Formation
À partir de 1872, il suit les cours de dessin de la rue de l'École-de-Médecine, l'école de « classes préparatoires » à l'école des Beaux-Arts.
Son cousin Henri Harpignies, peintre paysagiste, aquarelliste et graveur de l’école de Barbizon, le recommande à son ami Édouard Dubufe dont Maurice Le Liepvre fréquentera l’atelier pendant 10 ans.
Il a également pour maîtres Jean-Paul Laurens (1838-1921), sculpteur et peintre français, et Alexis-Joseph Mazerolle (1826-1889), peintre français.

### Carrière et principales œuvres
Maurice Le Liepvre se détache progressivement de l’académisme de l’atelier de Dubufe pour devenir paysagiste, influencé par l’école de Barbizon, puis par les impressionnistes. Au côté d’Harpignies et de son ami Henri Zuber, il développe des talents reconnus d’aquarelliste.
Il est également reconnu pour ses panneaux décoratifs qu’il réalise pour des hôtels particuliers, ainsi que pour l’hôtel de ville de Paris, en 1891.
En 1877, Maurice Le Liepvre expose deux peintures et deux aquarelles au Salon de peinture et de sculpture organisé par l'académie des beaux-arts. Ces œuvres sont inspirées de son voyage en Algérie à Tlemcen.
Maurice Le Liepvre expose au Salon des artistes français tous les ans de 1878 à 1896. Il y obtient les récompenses suivantes :
- 1881 : mention honorable pour l'Actéon[13] ;
- 1886 : 3e médaille pour Les bords de la Loire, près de la Baule[14] ;
- 1890 : 2e médaille pour La Loire[15].

Maurice Le Liepvre expose aux expositions universelles :
- de 1889 à Paris, où il obtient une médaille d’argent pour La Loire[16] ;
- de 1893 à Chicago, où il expose La Partie de pêche (ou Les dames roses)[17] ;
- de 1894 à Anvers, où il obtient une deuxième médaille pour Impression d'automne[18] ;
- de 1900 à Paris (exposition posthume), où est exposé Paysage de Touraine[19] ;
- de 1904 à Saint-Louis (exposition posthume), où sont exposés Soir et Matin en Touraine[20].

Il expose à Paris à la Galerie Georges Petit et au Cercle de l’Union artistique, ainsi qu’à de nombreuses expositions en province (Amiens, Arcachon, Bordeaux, Fontainebleau, Le Havre, Lille, Monaco, Mulhouse, Nantes, Roubaix, Rouen, Pau, Strasbourg, Toulouse, Valenciennes) et en Belgique (Bruxelles, Gand).
Deux expositions posthumes sont organisées par sa femme en 1897 à Paris et à Lille.
En 2004 et 2007, la galerie de Bayser organise deux expositions d’aquarelles et d’huiles.
Les musées d’Orsay, du Petit Palais et du Louvre ainsi que ceux de Tours (16 œuvres), de Pau, de Bayonne, de Bordeaux et de Lille possèdent aujourd’hui des œuvres de Maurice Le Liepvre qui y sont régulièrement exposées.

Œuvres de Maurice Le Liepvre
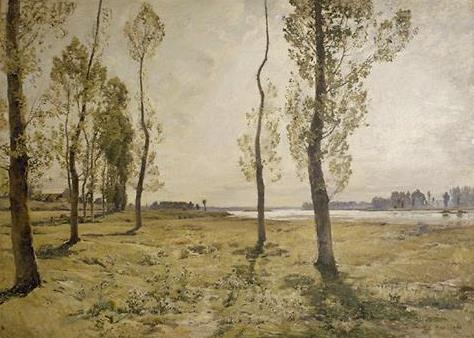
La Loire, Tours, Hôtel de ville, Cabinet du Maire.
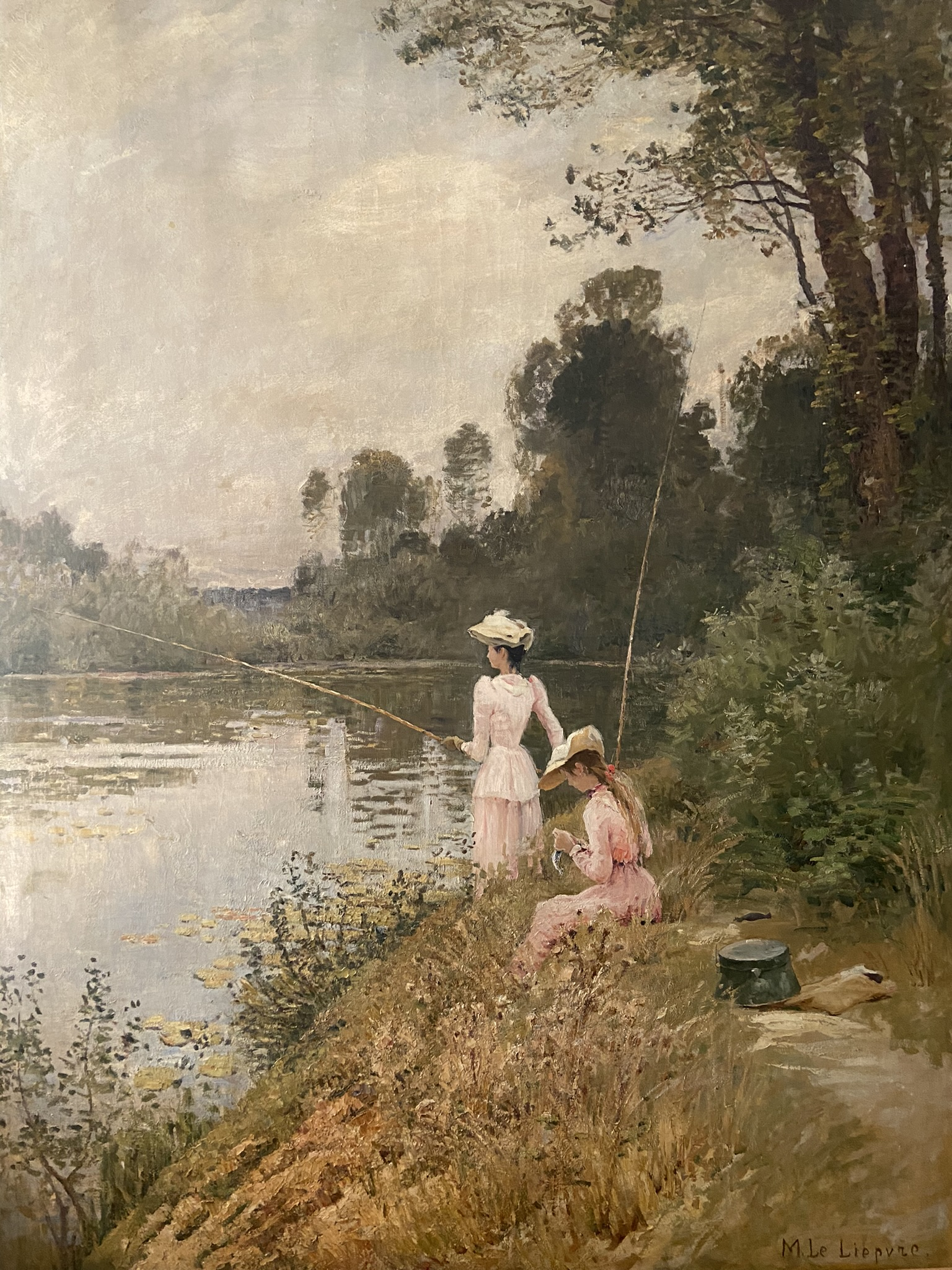
La Partie de pêche, Collection privée.
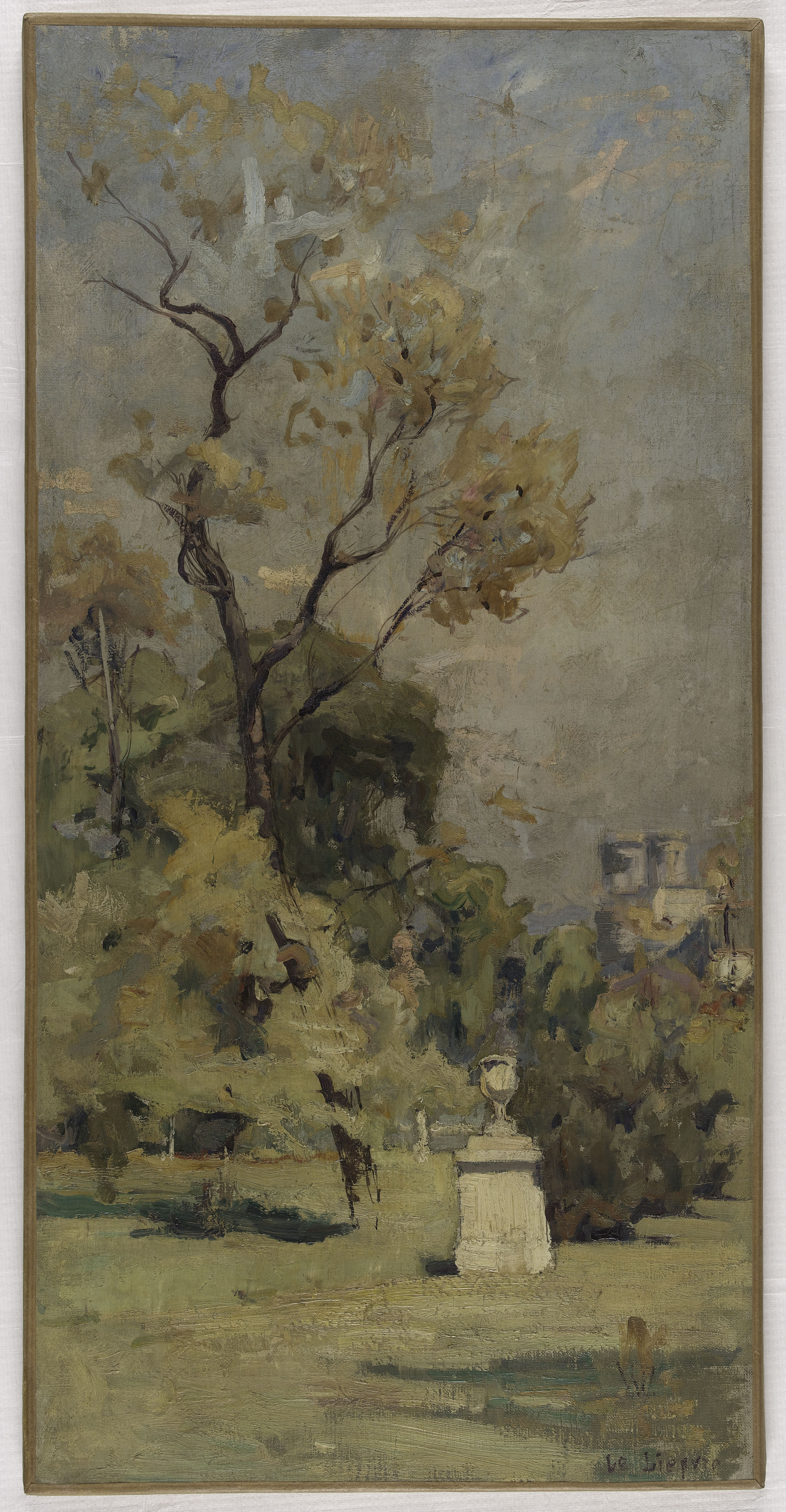
Un coin du Luxembourg (Esquisse pour l'escalier des fêtes de l'Hôtel de ville de Paris), Musée des Beaux-Arts de la ville de Paris.